# Oxyurichthys notonema
Oxyurichthys notonema är en fiskart som först beskrevs av Weber, 1909.  Oxyurichthys notonema ingår i släktet Oxyurichthys och familjen smörbultsfiskar. Inga underarter finns listade i Catalogue of Life.